# Islamul în China

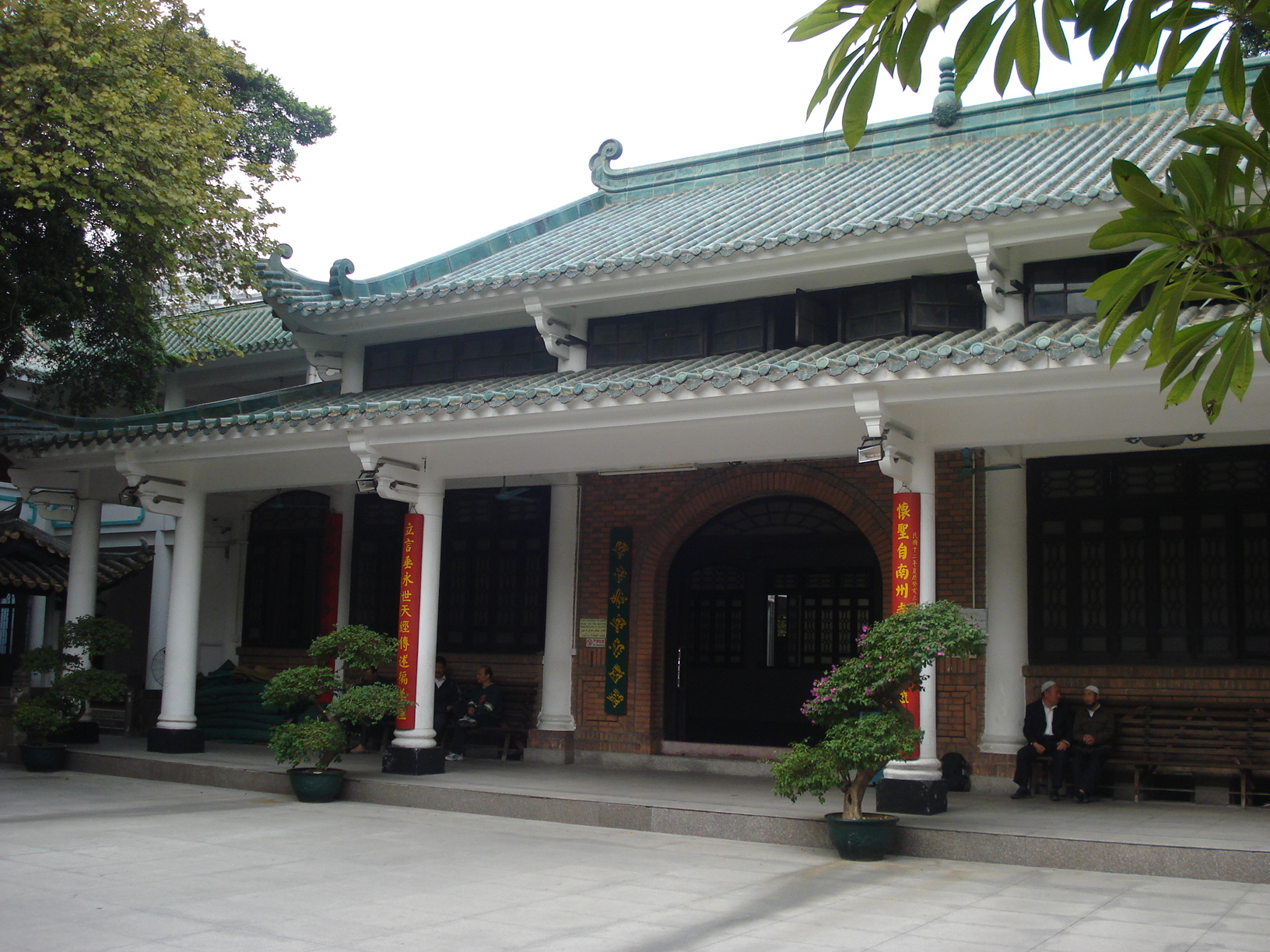
Moscheea Huaisheng este una din cele mai vechi moschei din lume, construită de unchiul lui Mohamed, Sa`d ibn Abi Waqqas.

Musulmanii din China au o istorie lungă, care începe în secolul al VII-lea d.H, mai exact în 650 sau 651, când unchiul profetului Mohamed a  fost trimis ca sol la Împăratul Gaozong în timpul domniei califului Osman.

## Istoria
Împăratul Gaozong a dat atunci (în 650 sau 651 d.H.) ordin să fie construită o moschee la Guangzhou, prima moschee din China.
În timpul dinastiei Tang, China a avut o perioadă cosmopolită, care a facilitat intrarea islamului în țară, primele așezări musulmane din China fiind populate de negustori arabi și persani.
Musulmanii din China pot fi împărțiți în două grupuri principale: huii și popoarele din Asia Interioară, care includ uigurii, cazacii, kârgâzii și alte grupuri etnice care vorbesc limbi turcice.
Populația hui sunt musulmanii răspândiți printre populația majoritară han, ei fiind ca fizionomie și din punct de vedere lingvistic chinezi, dar se consideră diferiți pentru că nu mănâncă carne de porc, nu își idolatrizează strămoșii, nu joacă jocuri de noroc, nu beau alcool etc. Numele hui vine de la cuvântul chinezesc huihui (chineză: 回回), folosit de dinastia Yuan pentru a descrie rezidenții originari din Asia Centrală, Persia și califatele arabe, care locuiau în China. În timpul dinastiei Song, negustorii musulmani dominau comerțul de import-export din China.
În anul 1070, Împăratul Shenzong a invitat 5.300 de musulmani din Buhara (actualmente, Uzbekistan) să se stabilească în China pentru a crea o zonă tampon între imperiul său și Imperiul Liao din nord-est. Ulterior acești imigranți s-au stabilit în zona dintre capitala Kaifeng (din provincia actuală Henan) și Yenching (actualmente, Beijing). Liderul lor a fost Prințul Amir Sayyid alias "So-fei-er" (numele său chinez), care se pare că a fost numit tatăl comunității musulmane din China. Înainte de venirea lui, islamul era numit în China dashi fa („legea arabilor”) (tashi sau dashi fiind  transliterarea chineză a cuvântului „tazi”-numele folosit de persani pentru arabi). El i-a dat numele de huihui jiao („religia poporului huihui”).
În timpul dinastiei Yuan (1271-1368), fondată de mongoli, un mare număr de musulmani s-au stabilit în China. Mongolii, o minoritate în China, le-au dat musulmanilor o poziție elevată în raport cu etnia chinezească han. Pentru a ajuta în administrație, sute de mii de musulmani au fost relocați de mongoli din Asia de vest și centrală. Mongolii foloseau persani, arabi și uiguri ca funcționari în serviciul de taxare și în cel financiar. La începutul erei Yuan, multe bresle erau conduse de musulmani. Învâțați musulmani au fost aduși ca să lucreze la alcătuirea de calendare și ca astronomie|astronomi]]. Arhitectul Yeheidie'erding (Amir al-Din) s-a inspirat din arhitectura han și a ajutat la planificarea construcției capitalei dinastiei Yuan, Khanbaliq (Khanbaligh), aflată în Beijing-ul de astăzi.
Și în timpul dinastiei următoare, Ming, musulmanii au jucat un rol important în cercurile de guvernare. Șase din generalii cei mai de încredere ai fondatorului dinastiei Ming, Zhu Yuanzhang, au fost musulmani, inclusiv Lan Yu, care în 1388 a condus o armată imperială în victoria decisivă împotriva mongolilor în Mongolia, astfel punând practic capăt visului mongol de a recuceri China.
Împăratul Yongle a avut și el raporturi strânse cu musulmanii, angajându-l pe Zheng He, probabil cel mai faimos chinez musulman, să conducă șapte expediții spre Oceanul Indian între 1405-1433.
Dar în timpul dinastiei Ming, imigrația musulmană în China a fost îngrădită în cadrul tendinței izolaționiste tot mai pronunțate a perioadei respective. Musulmanii care deja se aflau în China au început să folosească limba chineză, să-și ia nume chinezești și să se integreze tot mai mult în cultura chineză. Arhitectura moscheilor a fost tot mai tare influențată de arhitectura chineză. Această eră, uneori considerată „epoca de aur” a islamului în China, a văzut orașul Nanjin devenind un important centru de studii islamice.

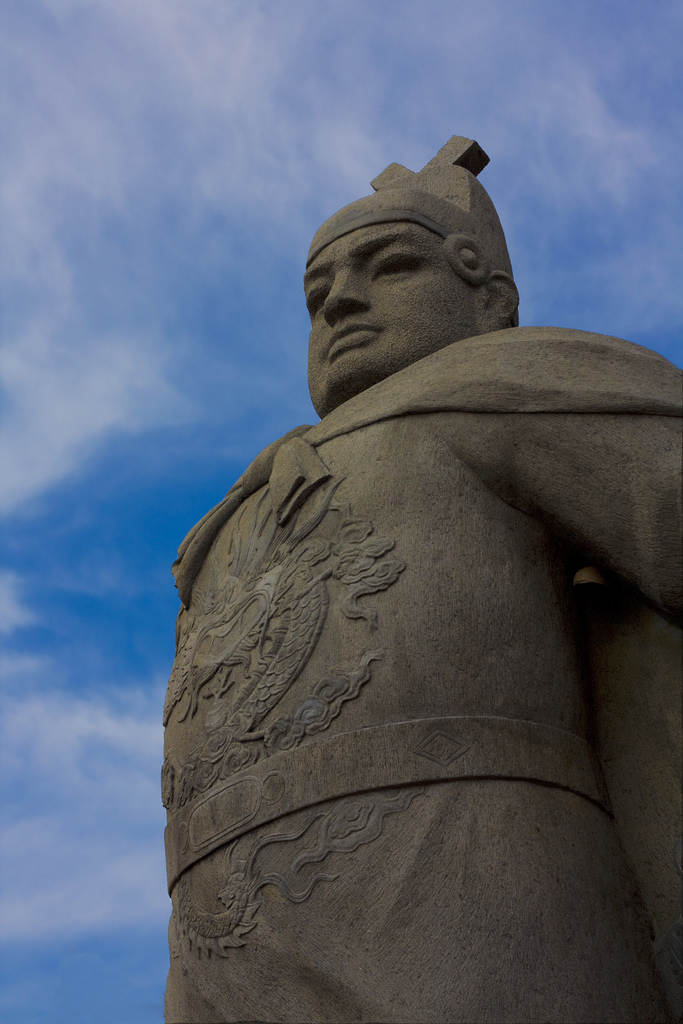
Statuia exploratorului musulman chinez Zheng He.

În timpul dinastiei Quing (1644-1911), relațiile între musulmani și chinezi au fost mai dificile. A fost interzis de exemplu tăiatul ritual al animalelor, urmat de interdicția de a construi moschei și de a merge în pelerinaj la Mecca. Conducătorii Quing aparțineau minorității manchu, și au folosit tactica de divide et impera pentru a-i menține pe musulmani, hani, tibetani și mongoli în conflict unii cu alții. Această politică represivă a rezultat în cinci revolte sângeroase a hui-lor, cele mai cunoscute fiind „Rebeliunea Panthay”, care a avut loc în provincia Yunnan între 1855-1873, și „Revolta Dungan”, care a avut loc în deosebi în Xinjiang, Shensi and Gansu, de la 1862 la 1877. Reacția gevernului manchu a fost una extrem de violentă, similară unui genocid, omorând un milion de oameni în Rebeliunea Panthay, mai multe milioane în Revolta Dungan, și cinci milioane în suprimarea poporului miao din Guizhou. O politică de „curățare a musulmanilor” (chineză: 洗回; pinyin: Xǐ Huí) fusese de mult recomandată de guvernul manchu.
În perioada republicană (1911-1949), relația guvernului chinez cu minoritățile musulmane era bazată pe idea că vor fi total asimilate în societatea chineză. Provincia Xinjiang a păstrat însă o autonomie considerabilă, fiind condusă de o serie de domnitori independenți. Yang Tsen-hsin a fost primul guvernor din această perioadă, guvernând între 1911-1928. Ca să-și consolideze administrația, a mobilizat atât soldați chinezi cât și musulmani ca să mențină o balanță a puterii, să contracareze societățile secrete chinezești și să prevină posibilitatea ca forțe musulmane să fie folosite în crearea unui stat independent. Yang le-a dat conducătorilor locali autonomie largă, nu i-a dat provinciei de sarcini economice grele, astfel reușind să mențină suzeranitatea chineză și controlul personal.
Yang a fost asasinat în 1928, iar după câțiva ani de vid politic a fost instalat Sheng Shih-ts'ai în 1933, și el menținând o politică de relații strânse cu Uniunea Sovietică, relații prietenești începute de Yang când a semnat un tratat cu Uniunea Sovietică în 1924, deschizând consulate reciproce. Sheng a încurajat publicarea ziarelor în limbi locale, a stabilizat valuta, și cu investiții sovietice, a îmbunătățit comunicațiile, a construit fabrici și o rafinărie de petrol. Invazia nazistă a Uniunii Sovietice l-a obligat pe Shang să renunțe la ajutorul sovietic, intrând din nou sub controlul mai direct al guvernului chinez.
Haosul creat de-al Doilea Război Mondial a dat naștere la revolte uigure și cazahe în 1944. Guvernul sovietic a ajutat la negocierea întoarcerii provinciei sub control chinez în 1946, grupurile de rebeli acceptând o reîntoarcere sub umbrela chineză în schimbul autonomiei locale și a reformării administrației. Guvernul naționalist a pierdut șansa de a câștiga simpatia populației locale, musulmanii n-au reușit să se unească și să-și mențină independența, așa că în 1949 când comuniștii au preluat puterea în China, au absorbit provincia prin cooperarea cu elita locală.
În timpul Revoluției culturale, multe moschei au fost distruse sau închise, iar exemplare ale Coranului distruse de către Gărzile Roșii.
În 1978 guvernul chinez a început să relaxeze oarecum politica față de musulmani, astăzi existând din nou multe moschei în China.

## Grupuri etnice
Există musulmani în toate regiunile din China. Majoritatea sunt însă în provinciile Xinjiang, Gansu,  Ningxia și Quinghai. Din cele 55 de minorități recunoscute oficial în China, 10 sunt predominant musulmane. În ordine descrescătoare sunt: hui (9,8 milioane în recensământul din 2000, sau 48% din numărul oficial de musulmani), uiguri (8,4 milioane, 41%), cazaci  (1.,25 milioane, 6.1%), dongxiang (514.000, 2.5%), kârgâzi (161.000), salar (105.000), tajici (41.000), uzbeci, bonan (17.000) și tătari chinezi (5.000).

## Secte
Majoritatea musulmanilor din China sunt sunniți. O caracteristică definitorie este prezența imamilor feminini.

## Haji
Primele menționări scrise ale pelerinajului haji la Mecca de către musulmani chinezi sunt din 1861, dar probabil că au avut loc și înainte de această dată. Temporar, în timpul Revoluției Culturale nu le-a fost permis să meargă în pelerinaj, dar după 1979 această restricție a fost abolită. În 2007, 10.700 de chinezi au mers în pelerinaj la Mecca.

## Organizații
Asociația Islamică din China (chineză: 中国伊斯兰教协会, pinyin: Zhōngguó Yīsīlánjiào xiéhuì), fondată în 1953 la Beijing, susține că îi reprezintă pe musulmanii chinezi.
În încercarea sa de a contracara idei extremiste, guvernul chinez a fondat în 2001 o altă organizație (în engleză „China Islamic Association”) al carei rol este de a a răspândi Coranul și  de a se opune extremismului religios.”

## Educația islamică
În ultimii douăzeci de ani musulmanilor chinezi li s-au dat o serie de posibilități de a studia islamul. Pe lângă seminarii islamice de stat și independente, unii musulmani chinezi au plecat la studii în Egipt, Siria, Arabia Saudită, Pakistan, Iran și Malaezia.

## Arhitectura islamică

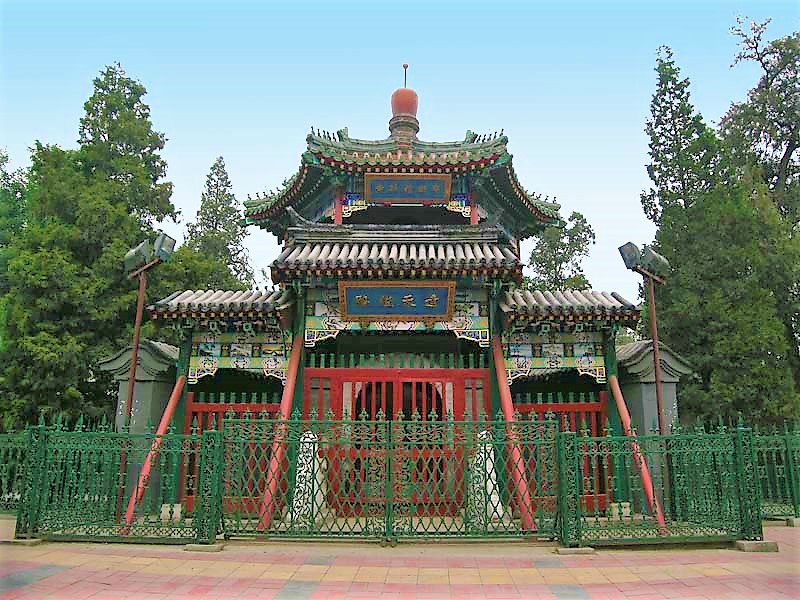
Moscheea Niujie din Beijing

Prima moscheea chineză a fost construită în secolul al VII-lea la Xi'an, în timpul dinastiei Tang. Este construită în stilul arhitectonic chinez și nu în stilul asociat deseori cu moschei tradiționale. Moscheile din China de vest în majoritatea lor construite în stil mai tradițional, pe când cele din estul Chinei sunt mai apropiate de stilul arhitectonic al pagodelor.

## Mâncareahalalîn China

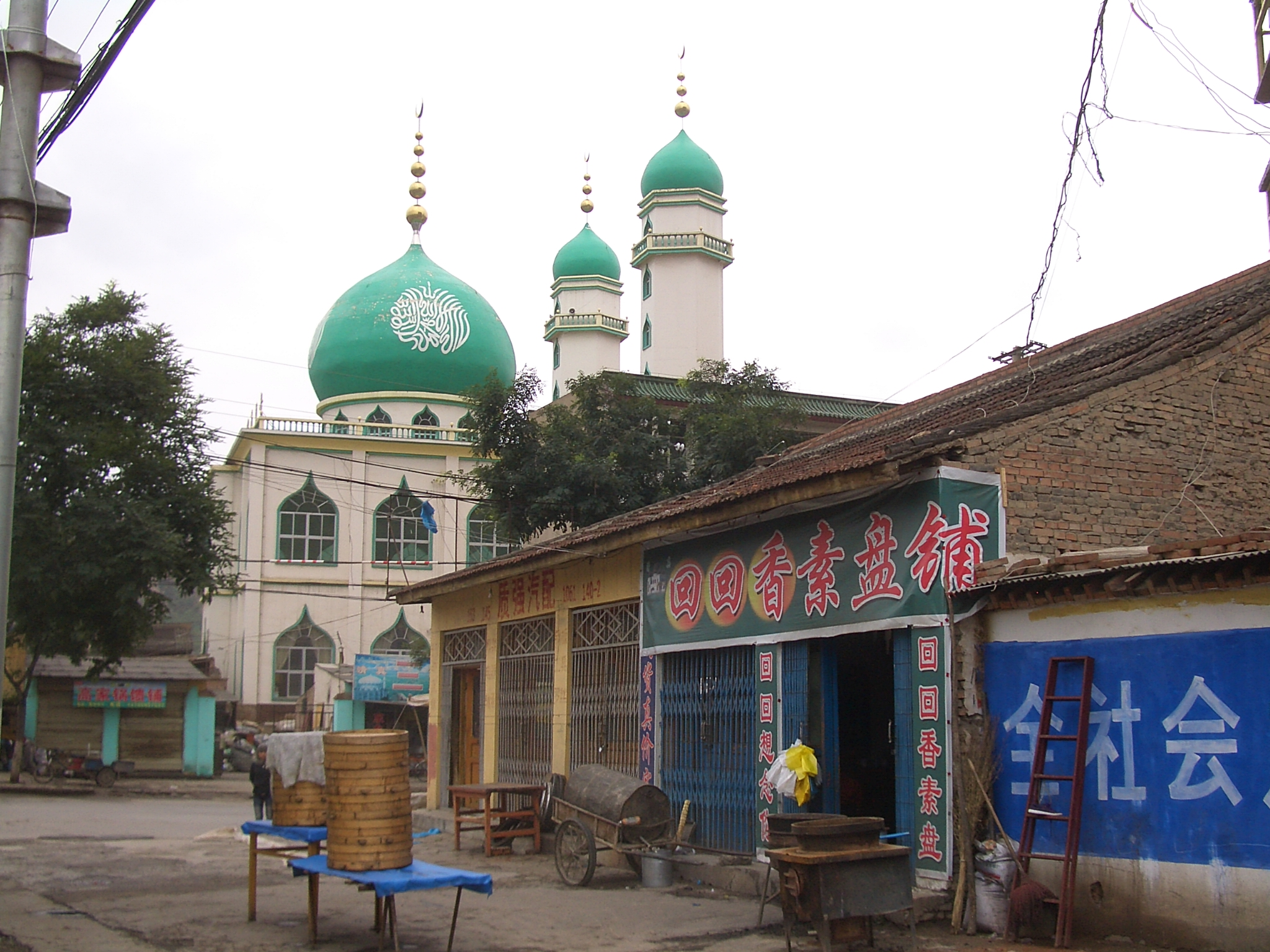
Un restaurant islamic tipic din oraşul Linxia

În China de vest, datorită faptului că acolo sunt mulți musulmani, există multe restaurante care servesc mâncare halal. În celelalte părți ale Chinei, în orașele mari, există unele restaurante (de obicei cu patroni imigranți din China de vest) care servesc mâncăruri halal pentru imigranții musulmani. Ca și carne, folosesc mai mult miel și oaie, la fel ca și majoritatea restaurantelor din alte regiuni cu populație majoritară musulmană. Mâncărurile gata preparate care sunt de vânzare în magazine pot fi certificate ca fiind halal de câtre agenți oficiali.

## Caligrafie

### Sini

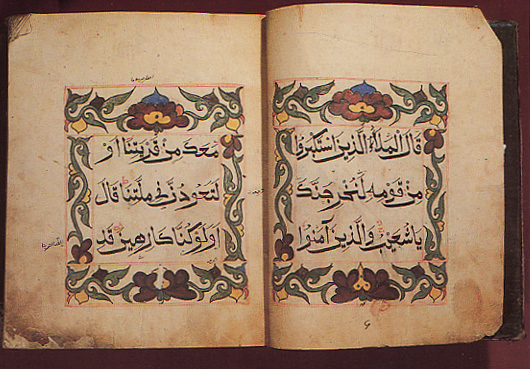
Caligrafie sini

Sini este un stil caligrafic chinez pentru scrisul arab. Este mult folosit în moschei din China de est, și mai puțin în Gansu, Ningxia și Shaanxi.  Un caligraf faimos este hagiul Noor Deen Mi Guangjiang.

### Xiao'erjing

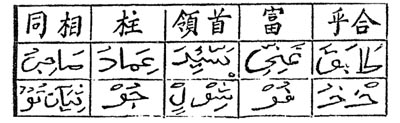
Un dicţionar chinez-arab xiaoerjing din primii ani ai Republicii Populare Chineze.

Xiao'erjing sau Xiao'erjin (chineză: 小儿经/小儿锦) este felul de a scrie limbi sinitice, de exemplu mandarina (și în special mandarina lanyin, zhongyuan și dialectele din nord-estul Chinei) cu alfabetul arab. Este folosit de minoritățile chineze musulmane, mai ales de hui dar și de dongxiang salar.

## Artele marțiale
Musulmanii chinezi au dezvoltat și adaptat arta marțială chineză wushu în arte marțiale proprii, ca bază având persecuția lor în timpul dinastiei Quing. Huii au inventat și adaptat multe stiluri wushu, de exemplu bajiquan, piguazhang și liuhequan. Aceste stiluri sunt foarte diferite de stilurile turcice din Xingjiang.

## Musulmani chinezi cunoscuți

### Exploratori
- Zheng He, căpitan de vas și explorator
- Fei Xin, traducătorul lui Zheng He
- Ma Huan, un companion a lui Zheng He

### Militari

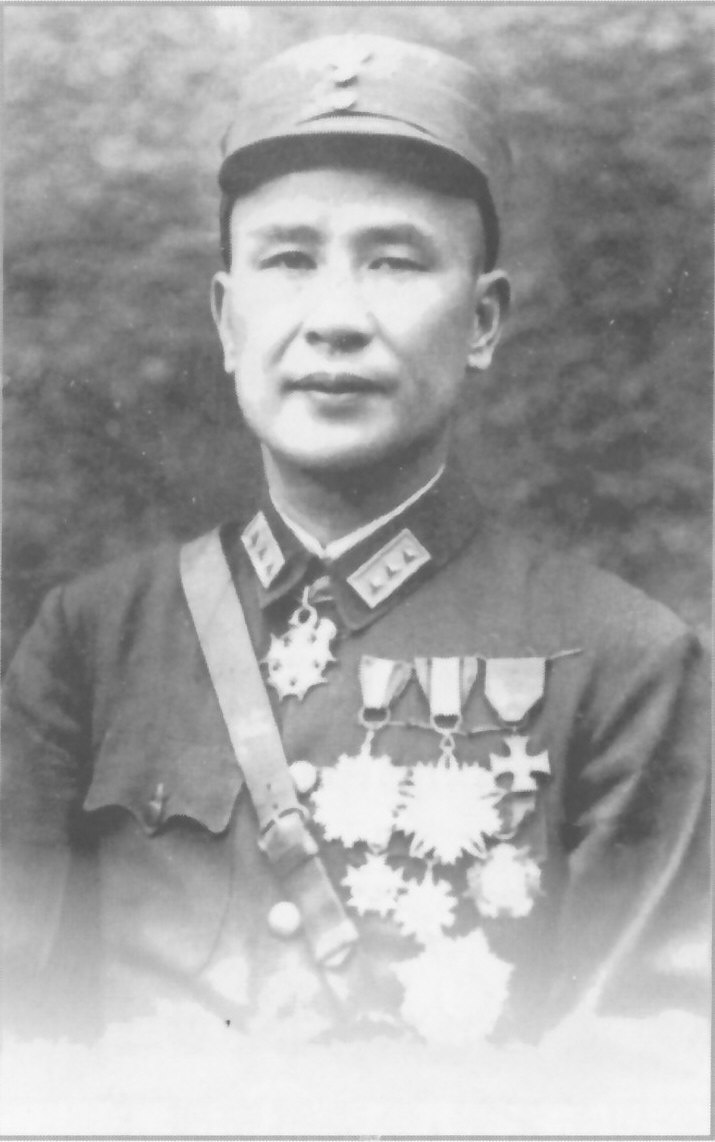
Bai Chongxi, general al armatei Republicii Chineze

- Generali fondatori ai Dinastiei Ming: Hu Dahai, Lan Yu, Mu Ying
- Conducătorii Revoltei Panthay: Du Wenxiu, Ma Hualong
- Clica Ma din timpul erei Republicii Chineze: Ma Bufang, Ma Chung-ying, Ma Fuxiang, Ma Hongkui, Ma Hongbin, Ma Lin, Ma Qi, Ma Hun-shan
- Bai Chongxi, general al armatei Republicii Chineze

### Scriitori și alți învățați
- Bai Shouyi, istoric
- Tohti Tunyaz, istoric
- Yusuf Ma Dexin, primul traducător al coranului în chineză
- Muhammad Ma Jian, autorul celei mai populare traduceri a coranului în chineză
- Liu Zhi, scriitor din Dinastia Qing
- Wang Daiyu, șef al Observatorului Imperial din Dinastia Ming. A fost numit Învățat al celor 4 religii pentru că avea cunoștințe aprofundate al celor 4 mari religii din China: Islam, Budhism, Taoism și Confucianism.[27]
- Zhang Chengzhi, scriitor contemporan

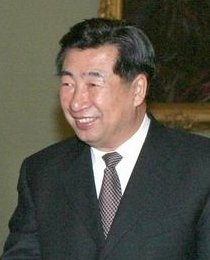
Hui Liangyu, vice-premier responsabil cu agricultura din Republica Populară Chineză

### Politicieni
- Hui Liangyu, vice-premier responsabil cu agricultura din Republica Populară Chineză
- Huseyincan Celil, imam uigur deținut în China
- Xabib Yunic, Ministru al Educației din A Doua Republică Turkistană de Est
- Muhammad Amin Bughra, vice-șef de guvern din A Doua Republică Turkistană de Est

### Alții
- Noor Deen Mi Guangjiang, caligraf
- Ma Xianda, sportiv de arte marțiale